# Tyrrell 009
Tyrrell 009 – спортивный автомобиль, разработанный конструктором Морисом Филиппом для команды Tyrrell. Модель дебютировала в сезоне 1979 года и приняла участие в двух Гран-при сезона 1980 года.

## История

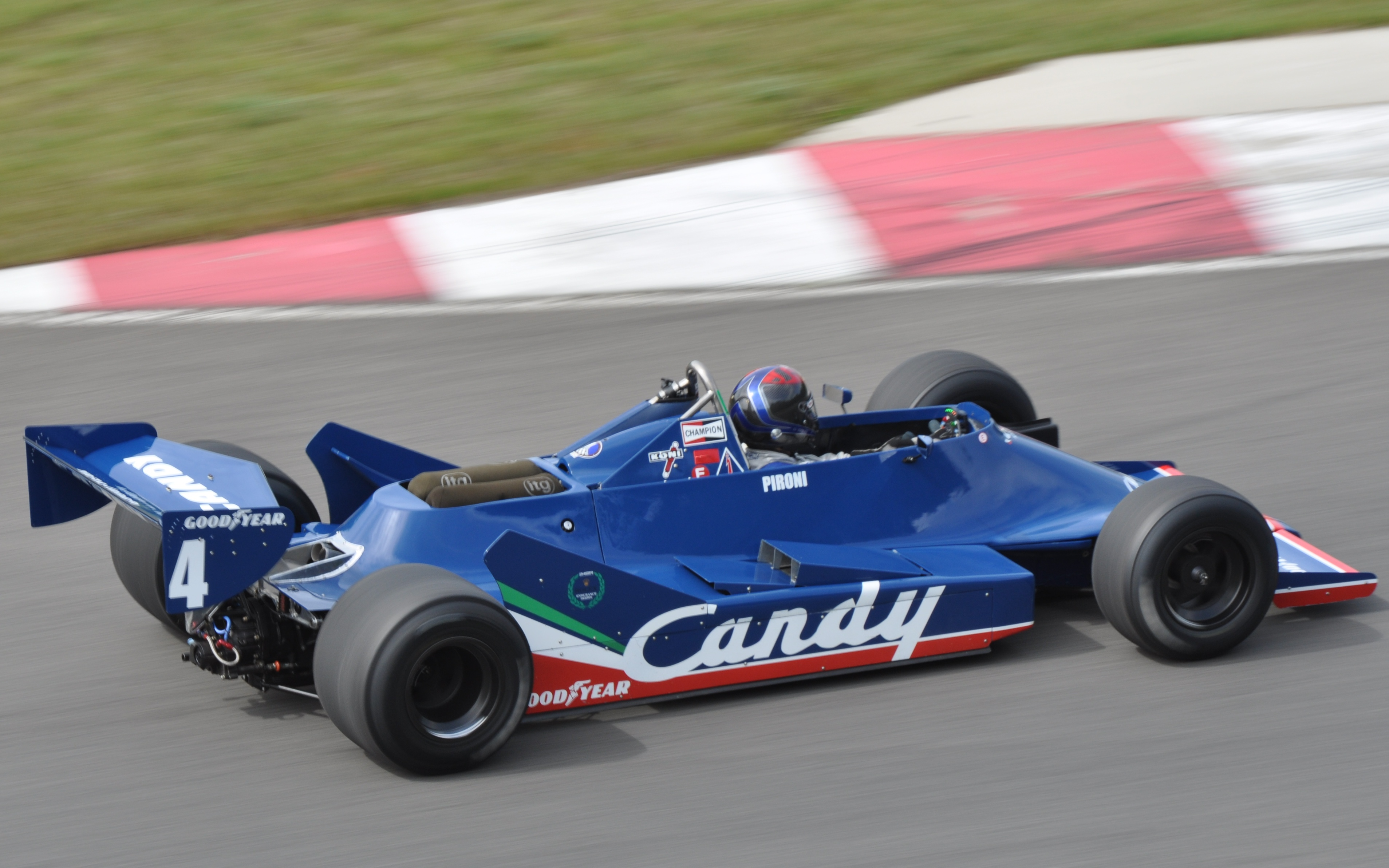
Tyrrell 009 Дидье Пирони в Мон-Тремблан, 2010 год

Задачей конструктора было скопировать крайне успешный в сезоне 1978 года Lotus 79, и автомобиль Филиппа стал почти полной его копией. Однако, вероятно, помня о недавнем судебном иске команды Shadow к Фрэнку Уильямсу за копирование машины, конструкторы Tyrrell 009 изменили расположение радиатора. В целом, каких-то новшеств машина не имела. Копирование успешного дизайна прошлого сезона позволило сделать автомобиль конкурентоспособный, но недостаточно быстрый для победы. Четыре третьих места в сезоне 1978 года принесли команде Tyrrell пятое место в кубке конструкторов.
Было построено шесть экземпляров, все выступали в тёмно-синей ливрее — в цвете главного спонсора, компании Candy.

## Результаты в гонках
| Год  | Команда                         | Двигатель                   | Шины | Пилоты | 1    | 2   | 3    | 4   | 5   | 6   | 7    | 8    | 9   | 10  | 11  | 12   | 13  | 14   | 15   | Место | Очки |
| ---- | ------------------------------- | --------------------------- | ---- | ------ | ---- | --- | ---- | --- | --- | --- | ---- | ---- | --- | --- | --- | ---- | --- | ---- | ---- | ----- | ---- |
| 1979 | Team Tyrrell Candy Team Tyrrell | Ford Cosworth DFV 3,0 л, V8 | G    |        | АРГ  | БРА | ЮАР  | СШЗ | ИСП | БЕЛ | МОН  | ФРА  | ВЕЛ | ГЕР | АВТ | НИД  | ИТА | КАН  | США  | 5     | 28   |
| 1979 | Team Tyrrell Candy Team Tyrrell | Ford Cosworth DFV 3,0 л, V8 | G    | Пирони | НС   | 4   | Сход | ДСК | 6   | 3   | Сход | Сход | 10  | 9   | 7   | Сход | 10  | 5    | 3    | 5     | 28   |
| 1979 | Team Tyrrell Candy Team Tyrrell | Ford Cosworth DFV 3,0 л, V8 | G    | Жарье  | Сход | НС  | 3    | 6   | 5   | 11  | Сход | 5    | 3   |     |     | Сход | 6   | Сход | Сход | 5     | 28   |
| 1979 | Team Tyrrell Candy Team Tyrrell | Ford Cosworth DFV 3,0 л, V8 | G    | Лиз    |      |     |      |     |     |     |      |      |     | 7   |     |      |     |      |      | 5     | 28   |
| 1979 | Team Tyrrell Candy Team Tyrrell | Ford Cosworth DFV 3,0 л, V8 | G    | Дейли  |      |     |      |     |     |     |      |      |     |     | 8   |      |     | Сход | Сход | 5     | 28   |
| 1980 | Candy Team Tyrrell              | Ford Cosworth DFV 3,0 л, V8 | G    |        | АРГ  | БРА | ЮАР  | СШЗ | БЕЛ | МОН | ФРА  | ВЕЛ  | ГЕР | АВТ | НИД | ИТА  | КАН | США  |      | 6     | 12   |
| 1980 | Candy Team Tyrrell              | Ford Cosworth DFV 3,0 л, V8 | G    | Жарье  | Сход | 12  |      |     |     |     |      |      |     |     |     |      |     |      |      | 6     | 12   |
| 1980 | Candy Team Tyrrell              | Ford Cosworth DFV 3,0 л, V8 | G    | Дейли  | 4    | 14  |      |     |     |     |      |      |     |     |     |      |     |      |      | 6     | 12   |

| Легенда к таблице |                                                                    |
| --- | ------------------------------------------------------------------ |
| В таблице перечислены результаты всех Гран-при Формулы-1, в которых использовался автомобиль. Строками таблицы являются сезоны, столбцами — этапы чемпионата мира. В каждой клетке указаны сокращённое название этапа и результат, дополнительно обозначенный цветом. Расшифровка обозначений и цветов представлена в нижеследующей таблице. |                                                                    |
| \| Пример \| Описание \| \| ------------ \| ------------------------------------------------------------------ \| \| 1 \| Победитель \| \| 2 \| Второе место \| \| 3 \| Третье место \| \| 5 \| Финишировал, заработав очки \| \| Сход \| Не финишировал, но при этом заработал очки \| \| 12 \| Финишировал, не получив очков \| \| НКЛ \| Финишировал, но не попал в финальную классификацию \| \| 15 \| Участвовал вне зачёта, либо по отдельной классификации \| \| 18 \| Не финишировал, но попал в финальную классификацию \| \| Сход \| Не финишировал \| \| НКВ \| Не прошёл квалификацию \| \| НПКВ \| Не прошёл предквалификацию \| \| ДСК \| Дисквалифицирован \| \| ИСК \| Исключён из протокола соревнований \| \| ТТ \| Заявлен для участия только в тренировках \| \| НС \| Участвовал в квалификации, но не стартовал в гонке \| \| Т \| Травмирован или болен \| \| ОТК \| Отказ от участия \| \| НТР \| Прибыл на соревнования, но на трассу не выезжал \| \| НПР \| Был заявлен в числе участников, но не прибыл к началу соревнований \| \| О \| Соревнования отменены \| \| \| Не участвовал \| \| Поул-позиция \| \| \| Быстрый круг \| \| |                                                                    |
| Пример | Описание                                                           |
| 1 | Победитель                                                         |
| 2 | Второе место                                                       |
| 3 | Третье место                                                       |
| 5 | Финишировал, заработав очки                                        |
| Сход | Не финишировал, но при этом заработал очки                         |
| 12 | Финишировал, не получив очков                                      |
| НКЛ | Финишировал, но не попал в финальную классификацию                 |
| 15 | Участвовал вне зачёта, либо по отдельной классификации             |
| 18 | Не финишировал, но попал в финальную классификацию                 |
| Сход | Не финишировал                                                     |
| НКВ | Не прошёл квалификацию                                             |
| НПКВ | Не прошёл предквалификацию                                         |
| ДСК | Дисквалифицирован                                                  |
| ИСК | Исключён из протокола соревнований                                 |
| ТТ | Заявлен для участия только в тренировках                           |
| НС | Участвовал в квалификации, но не стартовал в гонке                 |
| Т | Травмирован или болен                                              |
| ОТК | Отказ от участия                                                   |
| НТР | Прибыл на соревнования, но на трассу не выезжал                    |
| НПР | Был заявлен в числе участников, но не прибыл к началу соревнований |
| О | Соревнования отменены                                              |
| | Не участвовал                                                      |
| Поул-позиция |                                                                    |
| Быстрый круг |                                                                    |